# Greenville, Liberia
Greenville är en stad i Liberia, huvudort i Sinoe County.   Den ligger i den södra delen av landet, 240 km sydost om huvudstaden Monrovia. Greenville ligger 8 meter över havet och antalet invånare är 16 434.